# Pennisetum caffrum
Pennisetum caffrum är en gräsart som först beskrevs av Jean-Baptiste Bory de Saint-Vincent, och fick sitt nu gällande namn av Leeke. Pennisetum caffrum ingår i släktet borstgräs, och familjen gräs. Inga underarter finns listade i Catalogue of Life.

## Bildgalleri

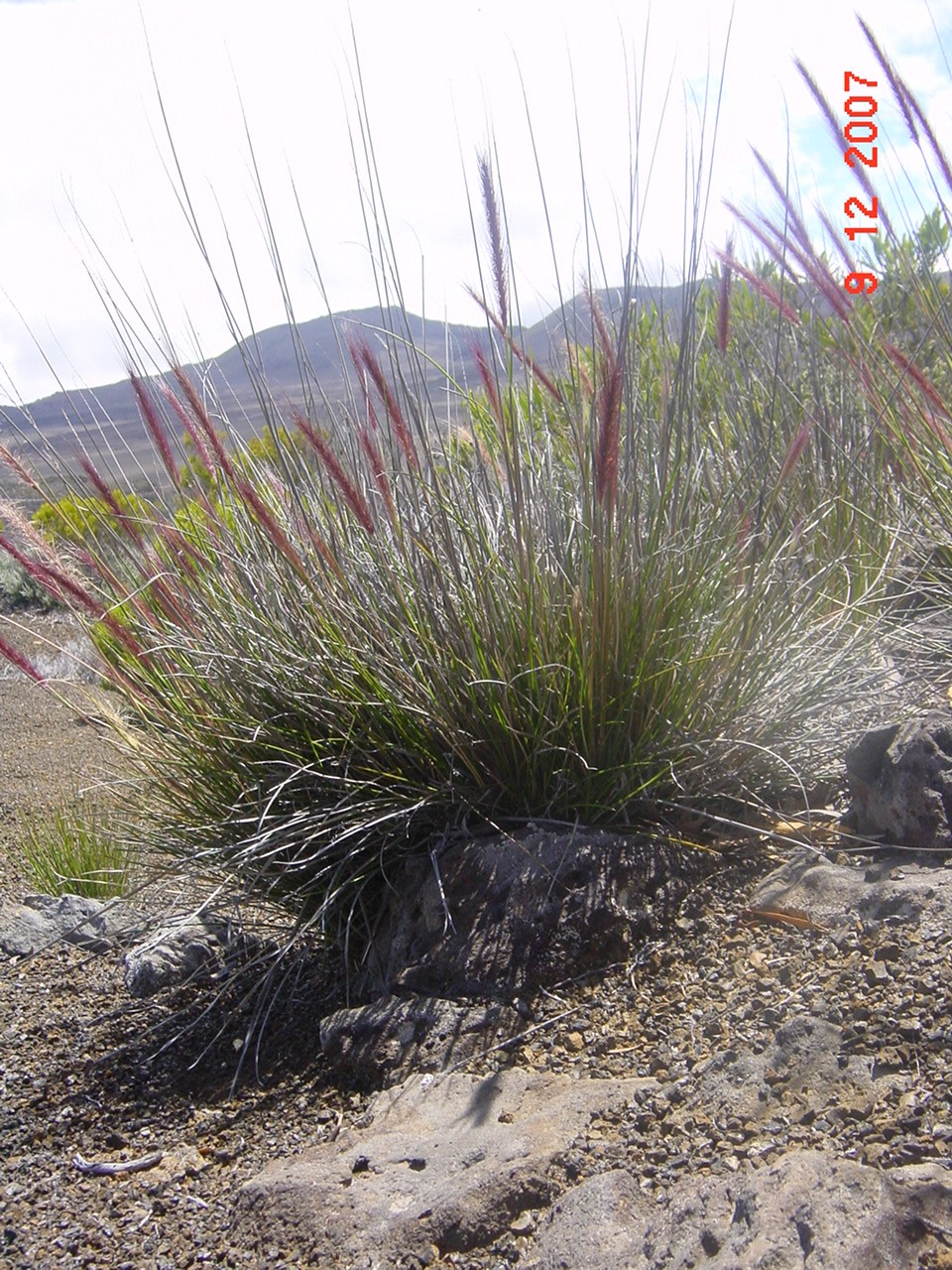
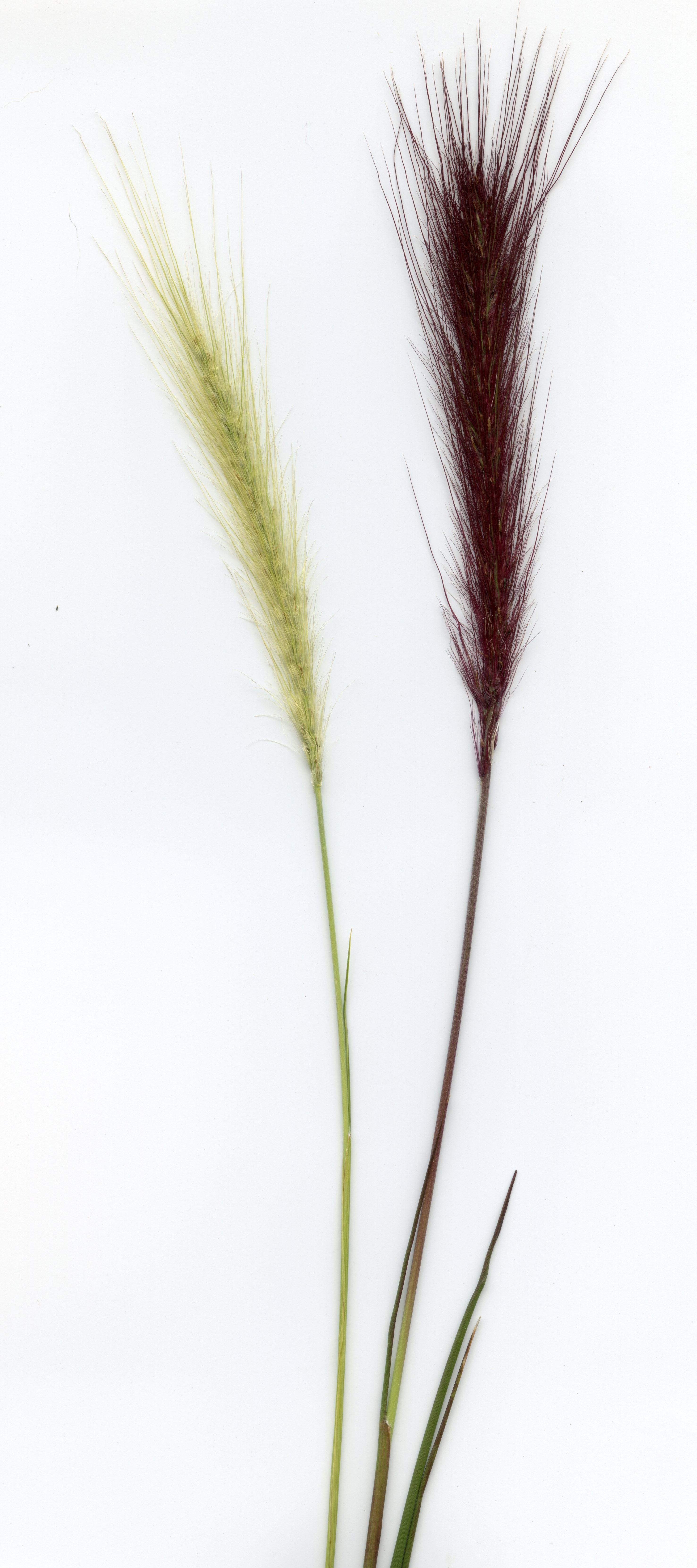
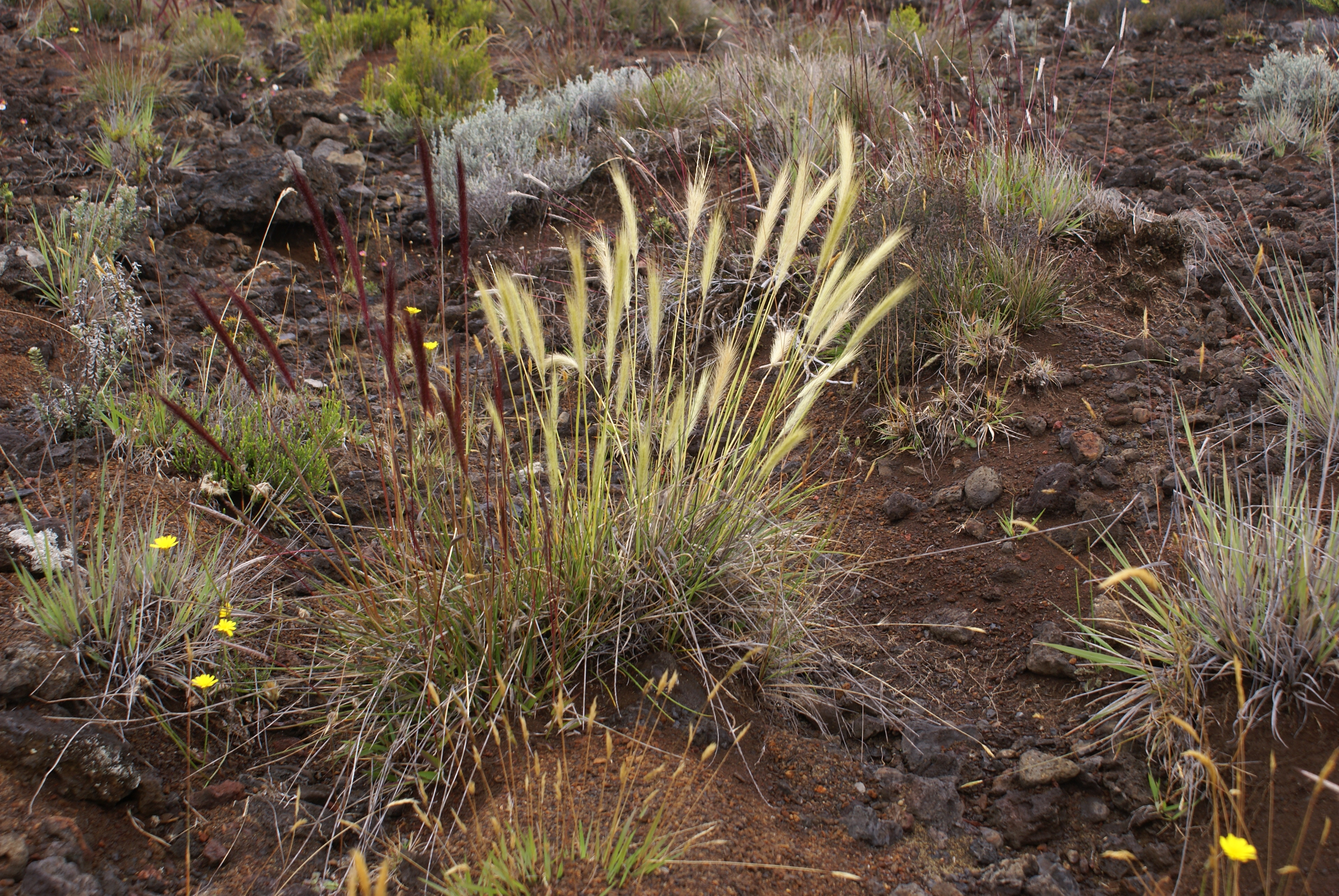